# Маргарита, Антон
Антон (Антоний) Маргарита (род. ок. 1492 в Регенсбурге; ум. 1542 в Вене) — германский гебраист еврейского происхождения, чьё сочинение «Вся еврейская вера» (1530) имело большое влияние на Лютера.
Сын регенсбургского раввина р. Якова Маргалиота (Jacob Margolioth); крещёный еврей (принял протестантизм в 1522). Служил учителем еврейского языка в разных городах, наконец, в Венском университете. Автор многократно переиздававшейся книги «Вся еврейская вера» (1530). Книга написана в резком юдофобском тоне; она имела большое влияние на Лютера, использовавшего её в своём сочинении «О евреях и их лжи» («Von den Juden und ihren Lügen»; 1543). На книгу пожаловался штадлан германских евреев Иосель из Росгейма — императору Карлу V, который назначил комитет для исследования содержания книги. Маргарита был арестован и позже изгнан из Аугсбурга.

## Труды
- «Вся еврейская вера» («Der Gantz jüdisch Glaub»; полное название «Der Gantz jüdisch Glaub mit sampt einer gründlichen und wahrhaften Anzaygunge, aller Satzungen, Ceremonien, Gebetten, haymliche und öffentliche Gebreuch, deren sich dye Juden Halten, durch das Gantz Jar, Mit schönen und Gegründten Argumenten wyder iren Glauben»; Аугсбург, 1530; Франкфурт-на-М., 1544, 1561, 1689; Лейпциг, 1700, 1713)[2].